# Саракеле (Потенца)
Саракеле (итал. Sarachelle) је насеље у Италији у округу Потенца, региону Базиликата.
Према процени из 2011. у насељу је живело 10 становника. Насеље се налази на надморској висини од 959 м.